# Mohamed El Mokhtar
Mohamed El Mokhtar (ur. 10 października 2002 w Riyadzie) – mauretański piłkarz grający na pozycji bramkarza. Jest zawodnikiem klubu Academie de Football.

## Kariera klubowa
Jest zawodnikiem klubu Academie de Football.

## Kariera reprezentacyjna
W 2022 roku El Mokhtar został powołany do reprezentacji Mauretanii na Puchar Narodów Afryki 2021. Nie rozegrał żadnego meczu na tym turnieju.